# Sphiggurus pruinosus
Sphiggurus pruinosus е вид бозайник от семейство Дървесни бодливи свинчета (Erethizontidae).

## Разпространение
Видът е разпространен във Венецуела и Колумбия.